# 多夫若克 (莫希利夫-波迪利斯基區)
48°14′21″N 28°31′34″E / 48.23917°N 28.52611°E

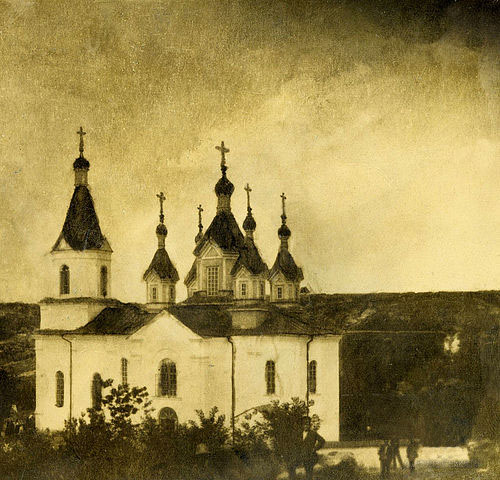
老照片里的教堂

多夫若克（烏克蘭語：Довжок）是烏克蘭西南部文尼察州莫希利夫-波迪利斯基區揚皮爾市鎮的村莊，始建於十七世紀，面積8.05平方公里，海拔高度120米，2023年人口1,453，人口密度每平方公里250.06人。